# Pukapuka
Pukapuka è un atollo corallino che fa parte delle Isole Cook, nell'Oceano Pacifico.
Le isole dell'atollo formano un triangolo con un'isola nel centro. L'isola principale, che porta lo stesso nome, Pukapuka, è quella più settentrionale ed è anche l'unica abitata.
I 664 abitanti (secondo il censimento del 2001) vivono nei tre villaggi di Ngake, Yato e Roto.
Vicino a Pukapuka si trovano anche gli unici due varchi nella barriera corallina per accedere alla laguna.